# Le Champ de personne
 (mars 2017).
Le Champ de personne est un livre de Daniel Picouly publié en 1995.
Il est traduit en espagnol et en italien.

## Synopsis
Dans ce livre, l'auteur raconte de façon romanesque son enfance et, notamment, le moment où il était dans la classe de M. Brulé.
Picouly prolonge cette saga familiale autobiographique avec Fort de l'eau et Paulette et Roger.